# Speed of Darkness (album)
Speed of Darkness – piąty album studyjny grupy Flogging Molly, wydany 31 maja 2011 roku przez wytwórnię Borstal Beat Records

## Spis utworów
1. Speed of Darkness - 4:08
2. Revolution - 3:13
3. The Heart of the Sea - 3:43
4. Don’t Shut ‘Em Down - 3:40
5. The Power’s Out - 4:39
6. So Sail On - 2:47
7. Saints & Sinners - 3:31
8. Present State of Grace - 2:48
9. The Cradle of Human Grace - 5:11
10. Oliver Boy (All of Our Buys) - 4:07
11. A Prayer For Me in Silence - 1:54
12. Rise Up - 3:34